# Gérard Grizzetti
Gérard Grizzetti est un footballeur français né le 20 novembre 1943 à Aubervilliers (Seine-Saint-Denis). Ce joueur a évolué comme attaquant au Racing et Angoulême.
Il est fils d'Angelo Grizzetti, également ancien joueur du Racing.

## Carrière de joueur
- 1961-1962 : CA Paris
- 1962-1966 : RC Paris
- 1966-1967 : AS Monaco
- 1967-1973 : AS Angoulême

## Palmarès
- Meilleur buteur du Championnat de France D2 en 1969 (55 buts) avec l'AS Angoulême